# Old Monroe
Old Monroe är en ort i Lincoln County i Missouri. Vid 2020 års folkräkning hade Old Monroe 249 invånare.